# 1998 QL34
1998 QL34 är en asteroid i huvudbältet som upptäcktes den 17 augusti 1998 av LINEAR i Socorro County, New Mexico.
Asteroiden har en diameter på ungefär 13 kilometer och den tillhör asteroidgruppen Themis.